# Фреар де Шамбре, Ролан
Ролан Фреар де Шамбре  (фр. Roland Fréart, sieur de Chambray, 13 июля 1606, Ле-Ман — 11 декабря 1676, там же) — французский писатель, коллекционер, историограф и теоретик архитектуры классицизма и изобразительного искусства эпохи правления королей Людовика XIII и Людовика XIV.

## Биография
Ролан был представителем древнего дворянского рода, сыном Жана III Фреара де Шантелу, маршала округа Ман (grand prévôt de la maréchaussée du Maine), и Мадлен Лемэр, одним из трёх братьев Фреар. Братья Ролана, Жан Фреар де Шантелу (1604—1674) и Поль Фреар де Шантелу (1609—1694), также были знатоками и покровителями искусства.
В 1630—1635 годах Ролан находился в Риме, изучая классическую архитектуру. Там он познакомился и подружился с коллекционером и меценатом Кассиано даль Поццо и живописцем Никола Пуссеном. В Италии стал убеждённым палладианцем. Вернулся во Францию в 1635 году.
В 1639 году Ролан вместе с братом Полем по приказу их кузена Франсуа Сюбле де Нуайе, «сюринтенданта Королевских строений» (Bâtiments du Roi) был снова отправлен в Италию с целью привлечения на работу во Францию итальянских художников, а также для убеждения Никола Пуссена («лучшего французского художника Рима») в необходимости вернуться в Париж. Пуссен не стремился во Францию, всё его творчество было связано с Италией, но противиться воле короля было опасно и в конце концов в декабре 1640 года все благополучно вернулись в Париж.
Как и Дж. П. Беллори, Ролан Фреар де Шамбре ценил и изучал творчество Пуссена. Именно в письмах Пуссена Фреару де Шамбре и его брату Полю Фреару де Шантелу раскрывается классицистическая теория живописи и благодаря этим письмам (фрагменты которых и комментарии к ним опубликованы в монографии Ю. К. Золотова) нам известны и стали понятными личные эстетические взгляды Пуссена, в частности его «теория модусов».
В Италии Ролан Фреар де Шамбре изучал античное искусство и организовывал снятие гипсовых слепков с выдающихся античных произведений, в частности рельефов с колонны Траяна в Риме (всего семьдесят отливок), для отправки в Париж, в Лувр. В 1643 году его брат Поль Фреар де Шантелу представил королю проект отливки из бронзы копий скульптур Диоскуров с Квиринальской площади в Риме для их установки перед главным входом в Лувр, но этот проект по причине придворных интриг и смерти короля Людовика XIII в 1643 году не был реализован.

## Теоретические сочинения
Фреар де Шамбре около 1641 года завершил перевод на французский язык полного текста трактата Андреа Палладио «Четыре книги об архитектуре» с венецианского издания 1570 года.
В более ранней публикации первой книги трактата в переводе Пьера Ле Мюэ (1645) было сделано много вольностей и отступлений применительно к французской практике. Публикация перевода Фреара, который также был заказан его двоюродным братом Сюбле де Нуайе, вначале была отложена, но после пребывания в Риме Фреар всё-таки сумел опубликовать трактат в Париже в 1650 году. Фреар де Шамбре заменил в этом издании оригинальное предисловие Палладио собственным посвящением «своим собратьям» (Dédicace à ses frères) с увещеваниями отказаться от барочных излишеств в архитектуре. Он также перепечатал гравюры на дереве из венецианского издания, которое специально привёз в Париж.
В том же 1650 году Фреар опубликовал антологию десяти древних и современных писателей, теоретиков классицизма: «Параллели архитектуры, античной и современной» (Parallèle de l’Аrchitecture Antique et de la Moderne). Это издание включало полный перевод трактата Витрувия на французский язык. Фреар де Шамбре поддерживал превосходство «древних» над «современными» и утверждал, что древнегреческие архитектурные ордеры (дорический, ионический и коринфский) являются идеальными моделями для всей архитектуры, а древнеримские (тосканский и композитный) осуждал как «испорченные». Шамбре также критиковал «новую заальпийскую моду, ещё более варварскую и неприглядную, чем готическая».
Полемика между сторонниками «древних и новых» вылилась в спор, длившийся многие десятилетия, он вошёл в историю под названием «Спор о древних и новых».
«Параллели» Фреара де Шамбре были изданы в Лондоне в 1664 году в переводе на английский язык. В 1651 году Фреар использовал свое превосходное владение итальянским в переводе на французский «Трактата о живописи» (Trattato della pittura) Леонардо да Винчи. В 1662 году вместе с братом Фреар де Шамбре опубликовал эссе «Идея совершенства в живописи» (Idée de la perfection de la peinture). Этот текст стал хрестоматийным для академических живописцев и классицистической французской эстетики. Поль Фреар де Шантелу написал сочинение «Беседы с Лоренцо Бернини» (с осуждением искусства барокко), но книга была издана только в 1781 году.